# Якоб фон Гунтен
„Якоб фон Гунтен“ (на немски: Jakob von Gunten) е роман от швейцарския писател Роберт Валзер (1878 – 1956), публикуван през 1909 г.
„Якоб фон Гунтен“ е третият роман на Роберт Валзер. Младият герой произлиза от богато семейство – баща му притежава кабриолет и коне, майка му има частна ложа в театъра. Брат му е именит художник, който се движи във висшите кръгове. Якоб бяга от дома си, за да се освободи от могъщата сянка на баща си. Търси място, където да се чувства по-близо до истинския живот и да намери за себе си някакъв смисъл. В душата му пламти бунт, подклаждан от благородната кръв на старинния му род. Но гордостта му е потисната – бунтът се е превърнал в послушание, в приемане на света като веднъж завинаги даден. В това се състои – според романа – драмата на модерния човек.
Готическата приказка
Под формата на дневник Якоб фон Гунтен описва престоя си в едно загадъчно берлинско училище за служители. В хаотичното си изложение той не разказва само за живота си в „института“, а пространно излага своите фантазии и мечти. При това истина, мечта и фантазия се преплитат в сложна мозайка.
Още първото изречение на романа открива приказно-готическа смесица от печал и хумор: „Тук се учи много малко, липсват учители и ние, момчетата от училище Бенямента, няма да стигнем доникъде, т.е. по-късно в живота всички ще се превърнем в нещо много дребно и незначително.“ Като новопостъпил ученик Якоб е подложен на изпит от директора господин Бенямента, който има особени представи за човешката природа. Младежът минава през физическа и психическа проверка, при която му дърпат ушите, преглеждат му зъбите и венците, а главата му измерват с линия. Учениците се обучават от сестрата на директора – Лиза Бенямента. Питомците трябва да бъдат подготвени за служители с цел един ден да получат добро назначение. Занятията се състоят главно в запаметяване на една училищна брошура със заглавие: „Какви са целите на училището за момчета Бенямента?“ и на така наречените „правила“. Основен принцип на училището е: „Малко, но задълбочено“.
Търпение и послушание
Така Якоб се научава на търпение и послушание, на скромност до себезаличаване. Стига до убеждението, че само чрез пълно пренебрегване на своята личност ще избегне разочарованията. Единствено в подчинението вижда път да се самоутвърди и да съхрани достойнството си. Той записва в дневника си: „Продукти на висока култура ли сме ние, или сме деца на природата? И това не мога да кажа. Едно обаче зная със сигурност: ние чакаме! Това е нашето умение. Да, ние чакаме и същевременно се ослушваме към живота навън, към равнината навън, която се нарича свят, към морето навън с неговите бури.“
Учениците, най-вече впечатлителният и аристократичен Якоб, обсъждат възгледите си и своето професионално бъдеще. В тези разговори те развиват преждевременна за възрастта си примирена житейска философия. Но докато другите въплъщават нужното за възпитателните цели послушание, Якоб, у когото трепти нещо артистично и лекомислено, преминава по-особено развитие. Когато му е разрешено да излиза, той се скита из големия град и безделничи. Мечтае за луксозен живот, посещава своя уважаван в берлинското общество брат и накрая с пораснало самочувствие предлага на господин Бенямента свое сдържано и същевременно дръзко животоописание. То прави голямо впечатление на строгия директор.
Самоувереност
Якоб вече се е освободил от чувството за малоценност, изпълнил се е със самоувереност и смята себе си за най-способния сред учениците. Един ден директорът признава на Якоб своята непреодолима слабост към него. Якоб е изненадан, но знае как да се държи с висшестоящи – мъдро мълчи, дори когато директорът му се обяснява в любов – очаква от Якоб да стане негов интимен приятел и довереник. Бенямента – вече над четиридесетте – за първи път е влюбен и пожелава да го целуне, но изисканото момче с възмущение отказва.
Учителката Лиза Бенямента гледа с усмивка на непокорството на Якоб. Вечер тя се появява пред учениците си в бяла, ефирно надиплена роба, за да им пожелае „лека нощ“. Когато обожаваната от всички госпожица се изгубва във вътрешните помещения, Якоб си представя, че зад вратата се простира приказен свят от дворци с разкошни зали. В мечтите си той се разхожда там заедно с Лиза. Но действителността го отрезвява – зад вратата има само две жалки стаи, свидетелство за бедност и лишения. Всички разочаровани надежди на Якоб обаче по странен начин се превръщат в красиви съновидения.
Младата дама видимо страда, но Якоб не знае от какво. Накрая учителката на четири очи му споделя, че скоро ще умре. Удивителната причина за нейното предчувствие е, че през целия си живот тя не е била обичана от никого. Когато учителката наистина умира, единствено Якоб и директорът остават при ковчега. В деня на смъртта ѝ господин Бенямента е уредил назначения за всички ученици с изключение на Якоб. Нещата в училището вървят на зле, липсват нови кандидати. „Институтът“ се разпада и директорът, обзет от трескава жажда за нов живот, предлага на Якоб двамата заедно да тръгнат по широкия свят.
Живот в пустошта
Романът завършва с думите: „И ако аз се унищожа и пропадна, какво е това, което ще се унищожи и ще пропадне? Една нула. Аз като единичен човек съм просто една нула. Но вече да оставям перото. Край на мисленето. Ще отида с господин Бенямента в пустинята. Искам да видя дали в пустошта също можеш да живееш, дишаш, съществуваш, да желаеш и да вършиш истинско добро, а нощем да спиш и да сънуваш. Ах, така е! Повече не искам да мисля за нищо. Дори и за Бог ли? Не! Бог ще бъде с мен. Защо да мисля за него? Бог е с немислещите.“
Промените в живота на Якоб се отразяват в стила на повествованието – отначало той е нежен, срамежлив и неуверен (често в записките Якоб си взима обратно думите, които току-що е изрекъл) и едва към края става остроумен и лекомислено самонадеян.